# Elecciones municipales de 2021 en la Región del Maule
Las elecciones municipales de 2021 en la región del Maule se realizaran los días 15 y 16 de mayo de 2021. El listado de candidatos a alcalde y concejales por comuna fue publicado el 23 de enero por el Servel. Los concejales fueron elegidos bajo el sistema D'Hondt.

## Provincia de Cauquenes

### Cauquenes

#### Alcalde
| Alcalde actual            | Juan Carlos Muñoz Rojas (RN) | Juan Carlos Muñoz Rojas (RN) | Juan Carlos Muñoz Rojas (RN) | Juan Carlos Muñoz Rojas (RN) | Juan Carlos Muñoz Rojas (RN) |
| Candidato                 | Pacto                        | Partido                      | Votos                        | %                            | Resultado                    |
| ------------------------- | ---------------------------- | ---------------------------- | ---------------------------- | ---------------------------- | ---------------------------- |
| Nery Rodríguez Domínguez  | Independiente                | Ind.                         | 6034                         | 41,29                        | Alcaldesa                    |
| Jorge Muñoz Saavedra      | Chile Vamos                  | Ind.                         | 4608                         | 31,53                        |                              |
| Domingo Leiva Mena        | Unidad por el Apruebo        | PS                           | 2688                         | 18,39                        |                              |
| Alejandra Ramírez Verdugo | Independiente                | Ind.                         | 1283                         | 8,78                         |                              |

#### Concejales
| Candidato                 | Pacto                                          | Partido | Votos | %    | Resultado |
| ------------------------- | ---------------------------------------------- | ------- | ----- | ---- | --------- |
| Juan Soto Lara            | Radicales e Independientes                     | Ind-PR  | 1035  | 7,39 | Concejal  |
| Nelson Rodríguez Gallardo | Radicales e Independientes                     | PR      | 944   | 6,74 | Concejal  |
| Guillermo García González | Chile Vamos UDI-Independientes                 | UDI     | 729   | 5,20 | Concejal  |
| Claudio Chamorro Peña     | Chile Vamos Renovación Nacional-Independientes | RN      | 678   | 4,84 | Concejal  |
| Sergio Pérez Pérez        | Unidos por la Dignidad                         | PDC     | 646   | 4,61 | Concejal  |
| Matías Castro Valdés      | Unidad por el Apruebo PS, PPD e Independientes | Ind-PS  | 587   | 4,19 | Concejal  |

### Chanco

#### Alcalde
| Alcalde actual             | Viviana Díaz Meza (RN) | Viviana Díaz Meza (RN) | Viviana Díaz Meza (RN) | Viviana Díaz Meza (RN) | Viviana Díaz Meza (RN) |
| Candidato                  | Pacto                  | Partido                | Votos                  | %                      | Resultado              |
| -------------------------- | ---------------------- | ---------------------- | ---------------------- | ---------------------- | ---------------------- |
| Marcelo Waddigton Guajardo | Unidad por el Apruebo  | PR                     | 2445                   | 43,27                  | Alcalde                |
| Rosauro Elgueta Valenzuela | Chile Vamos            | RN                     | 1178                   | 20,85                  |                        |
| José Espinosa Campos       | Independiente          | Ind.                   | 778                    | 13,77                  |                        |
| Alfonso Meza Meza          | Independiente          | Ind.                   | 449                    | 7,95                   |                        |
| José Pérez Meza            | Independiente          | Ind.                   | 434                    | 7,68                   |                        |
| David Sánchez Arellano     | Republicanos           | PRCh                   | 366                    | 6,48                   |                        |

#### Concejales
| Candidato                | Pacto                                          | Partido | Votos | %    | Resultado |
| ------------------------ | ---------------------------------------------- | ------- | ----- | ---- | --------- |
| Cristián Morales Opazo   | Unidos por la Dignidad                         | Ind.    | 418   | 7,75 | Concejal  |
| Cecilia Henríquez Moraga | Chile Vamos Renovación Nacional-Independientes | Ind-RN  | 382   | 7,09 | Concejal  |
| Jonatan Figueroa Meza    | Radicales e Independientes                     | Ind-PR  | 369   | 6,84 | Concejal  |
| Víctor Vásquez Pérez     | Unidos por la Dignidad                         | Ind.    | 356   | 6,60 | Concejal  |
| Luis Uribe Madariaga     | Radicales e Independientes                     | PR      | 333   | 6,18 | Concejal  |
| María Pérez Guajardo     | Chile Vamos PRI-Independientes                 | Ind-PRI | 196   | 3,64 | Concejal  |

### Pelluhue

#### Alcalde
| Alcalde actual           | María Luz Reyes Orellana (Ind./PDC) | María Luz Reyes Orellana (Ind./PDC) | María Luz Reyes Orellana (Ind./PDC) | María Luz Reyes Orellana (Ind./PDC) | María Luz Reyes Orellana (Ind./PDC) |
| Candidato                | Pacto                               | Partido                             | Votos                               | %                                   | Resultado                           |
| ------------------------ | ----------------------------------- | ----------------------------------- | ----------------------------------- | ----------------------------------- | ----------------------------------- |
| María Luz Reyes Orellana | Unidad por la Dignidad              | Ind.                                | 3547                                | 66,80                               | Alcaldesa                           |
| Daniel Bustos Leal       | Chile Vamos                         | Ind.                                | 1763                                | 33,20                               |                                     |

#### Concejales
| Candidato             | Pacto                                          | Partido | Votos | %     | Resultado |
| --------------------- | ---------------------------------------------- | ------- | ----- | ----- | --------- |
| Fabián Meza Hernández | Unidad por el Apruebo PS, PPD e Independientes | Ind-PPD | 662   | 12,67 | Concejal  |
| Erika Leal Hernández  | Chile Vamos UDI-Independientes                 | UDI     | 593   | 11,35 | Concejal  |
| José Padilla Lepe     | Chile Vamos Evópoli-Independientes             | EVO     | 520   | 9,95  | Concejal  |
| Claudio Merino Neira  | Unidad por el Apruebo PS, PPD e Independientes | PPD     | 377   | 7,22  | Concejal  |
| Ricardo Suazo Moraga  | Radicales e Independientes                     | Ind-PR  | 324   | 6,20  | Concejal  |
| Paula Becar Barría    | Chile Vamos Evópoli-Independientes             | EVO     | 269   | 5,15  | Concejal  |

## Provincia de Curicó

### Curicó

#### Alcalde
| Alcalde actual         | Javier Muñoz Riquelme (PDC) | Javier Muñoz Riquelme (PDC) | Javier Muñoz Riquelme (PDC) | Javier Muñoz Riquelme (PDC) | Javier Muñoz Riquelme (PDC) |
| Candidato              | Pacto                       | Partido                     | Votos                       | %                           | Resultado                   |
| ---------------------- | --------------------------- | --------------------------- | --------------------------- | --------------------------- | --------------------------- |
| Javier Muñoz Riquelme  | Unidos por la Dignidad      | PDC                         | 5370                        | 43,83                       | Alcalde                     |
| Pamela Henríquez Rojas | Dignidad Ahora              | Ind.                        | 15 312                      | 32,95                       |                             |
| Macarena Pons Porcile  | Chile Vamos                 | Ind.                        | 10 795                      | 23,23                       |                             |

#### Concejales
| Candidato                 | Pacto                                          | Partido | Votos | %    | Resultado |
| ------------------------- | ---------------------------------------------- | ------- | ----- | ---- | --------- |
| Inés Núñez Méndez         | Independiente                                  | Ind.    | 4425  | 9,89 | Concejal  |
| Javier Ahumada Ramírez    | Unidos por la Dignidad                         | PDC     | 3272  | 7,31 | Concejal  |
| Paulina Bravo Valenzuela  | Dignidad Ahora                                 | PH      | 2936  | 6,56 | Concejal  |
| Francisco Sanz Abad       | Chile Vamos Renovación Nacional-Independientes | RN      | 2248  | 5,02 | Concejal  |
| Raimundo Canquil Vargas   | Unidad por el Apruebo PS, PPD e Independientes | PS      | 1951  | 4,36 | Concejal  |
| Patricio Bustamante Buchi | Unidos por la Dignidad                         | Ind.    | 1534  | 3,43 | Concejal  |
| Ivette Cheyre Serrano     | Chile Vamos UDI-Independientes                 | UDI     | 1276  | 2,85 | Concejal  |
| Leoncio Saavedra Concha   | Chile Digno, Verde y Soberano                  | PC      | 1064  | 2,38 | Concejal  |

### Hualañé

#### Alcalde
| Alcalde actual          | Carolina Muñoz Núñez PDC      | Carolina Muñoz Núñez PDC | Carolina Muñoz Núñez PDC | Carolina Muñoz Núñez PDC | Carolina Muñoz Núñez PDC |
| Candidato               | Pacto                         | Partido                  | Votos                    | %                        | Resultado                |
| ----------------------- | ----------------------------- | ------------------------ | ------------------------ | ------------------------ | ------------------------ |
| Carolina Muñoz Núñez    | Unidos por la Dignidad        | PDC                      | 3591                     | 64,55                    | Alcaldesa                |
| Patricia Quezada Moreno | Chile Vamos                   | Ind.                     | 1573                     | 28,28                    |                          |
| Sergio Núñez Aliaga     | Independiente                 | Ind.                     | 302                      | 5,43                     |                          |
| Marisol Pérez Saavedra  | Chile Digno, Verde y Soberano | FRVS                     | 97                       | 1,74                     |                          |

#### Concejales
| Candidato                  | Pacto                                          | Partido | Votos | %     | Resultado |
| -------------------------- | ---------------------------------------------- | ------- | ----- | ----- | --------- |
| Raúl Donoso Arce           | Unidad por el Apruebo PS, PPD e Independientes | PPD     | 650   | 11,88 | Concejal  |
| Sergio Ramírez Núñez       | Radicales e Independientes                     | Ind-PR  | 562   | 10,27 | Concejal  |
| Claudio Pucher Lizama      | Chile Vamos UDI-Independientes                 | Ind-UDI | 447   | 8,17  | Concejal  |
| Claudio González Ormazabal | Unidad por el Apruebo PS, PPD e Independientes | PS      | 394   | 7,20  | Concejal  |
| José Bravo Castro          | Unidos por la Dignidad                         | Ind.    | 220   | 4,02  | Concejal  |
| Hugo Gutiérrez Salinas     | Unidad por el Apruebo PS, PPD e Independientes | Ind-PPD | 212   | 3,88  | Concejal  |

### Licantén

#### Alcalde
| Alcalde actual          | Marcelo Fernández Vilos (Ind.) | Marcelo Fernández Vilos (Ind.) | Marcelo Fernández Vilos (Ind.) | Marcelo Fernández Vilos (Ind.) | Marcelo Fernández Vilos (Ind.) |
| Candidato               | Pacto                          | Partido                        | Votos                          | %                              | Resultado                      |
| ----------------------- | ------------------------------ | ------------------------------ | ------------------------------ | ------------------------------ | ------------------------------ |
| Marcelo Fernández Vilos | Independiente                  | Ind.                           | 2555                           | 63,73                          | Alcalde                        |
| Bruno González Acuña    | Chile Vamos                    | UDI                            | 1454                           | 36,27                          |                                |

#### Concejales
| Candidato                 | Pacto                                          | Partido | Votos | %     | Resultado |
| ------------------------- | ---------------------------------------------- | ------- | ----- | ----- | --------- |
| Álvaro Donoso Pavez       | Chile Vamos UDI-Independientes                 | UDI     | 494   | 12,33 | Concejal  |
| Valerie Coffin Fuenzalida | Radicales e Independientes                     | PR      | 456   | 11,38 | Concejal  |
| Ariel Espinoza Cerpa      | Chile Vamos Renovación Nacional-Independientes | RN      | 415   | 10,36 | Concejal  |
| Víctor Saavedra Benavides | Unidos por la Dignidad                         | PDC     | 349   | 8,71  | Concejal  |
| Claudio Reyes Fuenzalida  | Unidad por el Apruebo PS, PPD e Independientes | PS      | 323   | 8,06  | Concejal  |
| Álvaro González Correa    | Chile Vamos Evópoli-Independientes             | Ind-EVO | 188   | 4,69  | Concejal  |

### Molina

#### Alcalde
| Alcalde actual          | Priscila Castillo Gerli (PDC) | Priscila Castillo Gerli (PDC) | Priscila Castillo Gerli (PDC) | Priscila Castillo Gerli (PDC) | Priscila Castillo Gerli (PDC) |
| Candidato               | Pacto                         | Partido                       | Votos                         | %                             | Resultado                     |
| ----------------------- | ----------------------------- | ----------------------------- | ----------------------------- | ----------------------------- | ----------------------------- |
| Priscila Castillo Gerli | Unidos por la Dignidad        | PDC                           | 10 944                        | 58,97                         | Alcaldesa                     |
| Felipe Méndez Guzmán    | Independiente                 | Ind.                          | 6053                          | 32,61                         |                               |
| Nicolás Santana Rivera  | Independiente                 | Ind.                          | 1563                          | 8,42                          |                               |

#### Concejales
| Candidato                   | Pacto                                          | Partido | Votos | %     | Resultado |
| --------------------------- | ---------------------------------------------- | ------- | ----- | ----- | --------- |
| Cristián Aguilera Salinas   | Unidad por el Apruebo PS, PPD e Independientes | PS      | 2106  | 11,72 | Concejal  |
| Luz Espinoza Herrera        | Unidos por la Dignidad                         | Ind.    | 1265  | 7,04  | Concejal  |
| Marcelo Lobos Vergara       | Chile Vamos Renovación Nacional-Independientes | Ind-RN  | 870   | 4,84  | Concejal  |
| Francisco Valdés Lazo       | Radicales e Independientes                     | PR      | 635   | 3,54  | Concejal  |
| Hugo Guajardo Roa           | Chile Vamos UDI-Independientes                 | UDI     | 633   | 3,52  | Concejal  |
| Cristián Martínez Hernández | Unidad por el Apruebo PS, PPD e Independientes | PS      | 608   | 3,38  | Concejal  |

### Rauco

#### Alcalde
| Alcalde actual            | Enrique Olivares Farías (PR) | Enrique Olivares Farías (PR) | Enrique Olivares Farías (PR) | Enrique Olivares Farías (PR) | Enrique Olivares Farías (PR) |
| Candidato                 | Pacto                        | Partido                      | Votos                        | %                            | Resultado                    |
| ------------------------- | ---------------------------- | ---------------------------- | ---------------------------- | ---------------------------- | ---------------------------- |
| Enrique Olivares Farías   | Unidad por el Apruebo        | PR                           | 2145                         | 45,61                        | Alcalde                      |
| Manuel Poblete            | Chile Vamos                  | UDI                          | 1291                         | 27,45                        |                              |
| Pascual Arevalos Martínez | Independiente                | Ind.                         | 1287                         | 26,94                        |                              |

#### Concejales
| Candidato                  | Pacto                          | Partido | Votos | %    | Resultado |
| -------------------------- | ------------------------------ | ------- | ----- | ---- | --------- |
| Sebastián Cabello Ibarra   | Unidos por la Dignidad         | CIU     | 433   | 9,34 | Concejal  |
| Carlos Valdés Vásquez      | Radicales e Independientes     | Ind-PR  | 333   | 7,18 | Concejal  |
| Ismael San Martín Aguilera | Radicales e Independientes     | PR      | 304   | 6,56 | Concejal  |
| Claudia Medina Hernández   | Unidos por la Dignidad         | Ind.    | 294   | 6,34 | Concejal  |
| Juan Poblete Navarro       | Chile Vamos UDI-Independientes | UDI     | 248   | 5,35 | Concejal  |
| Manuel Díaz Farías         | Chile Digno, Verde y Soberano  | FRVS    | 181   | 3,91 | Concejal  |

### Romeral

#### Alcalde
| Alcalde actual        | Carlos Vergara Zerega (PS) | Carlos Vergara Zerega (PS) | Carlos Vergara Zerega (PS) | Carlos Vergara Zerega (PS) | Carlos Vergara Zerega (PS) |
| Candidato             | Pacto                      | Partido                    | Votos                      | %                          | Resultado                  |
| --------------------- | -------------------------- | -------------------------- | -------------------------- | -------------------------- | -------------------------- |
| Carlos Vergara Zerega | Unidad por el Apruebo      | PS                         | 5157                       | 79,55                      | Alcalde                    |
| Claudio Pino Ulloa    | Chile Vamos                | Ind.                       | 1326                       | 20,45                      |                            |

#### Concejales
| Candidato                   | Pacto                                          | Partido | Votos | %     | Resultado |
| --------------------------- | ---------------------------------------------- | ------- | ----- | ----- | --------- |
| Luis Marín Díaz             | Unidad por el Apruebo PS, PPD e Independientes | PS      | 1021  | 16,15 | Concejal  |
| Pablo Santelices San Martín | Unidad por el Apruebo PS, PPD e Independientes | PS      | 676   | 10,69 | Concejal  |
| Marisol Torres Quijada      | Unidad por el Apruebo PS, PPD e Independientes | Ind-PS  | 368   | 5,82  | Concejal  |
| Juan Olivos Zerene          | Chile Vamos UDI-Independientes                 | Ind-UDI | 334   | 5,28  | Concejal  |
| José Arellano Lynch         | Chile Vamos Renovación Nacional-Independientes | RN      | 360   | 5,70  | Concejal  |
| Carlos Cisternas Negrete    | Radicales e Independientes                     | Ind-PR  | 266   | 4,21  | Concejal  |

### Sagrada Familia

#### Alcalde
| Alcalde actual           | Martín Arriagada Urrutia (UDI) | Martín Arriagada Urrutia (UDI) | Martín Arriagada Urrutia (UDI) | Martín Arriagada Urrutia (UDI) | Martín Arriagada Urrutia (UDI) |
| Candidato                | Pacto                          | Partido                        | Votos                          | %                              | Resultado                      |
| ------------------------ | ------------------------------ | ------------------------------ | ------------------------------ | ------------------------------ | ------------------------------ |
| Martín Arriagada Urrutia | Chile Vamos                    | UDI                            | 4452                           | 53,62                          | Alcalde                        |
| Josselyn Oyarzún Naranjo | Unidad por la Dignidad         | Ind.                           | 1857                           | 22,37                          |                                |
| José González            | Independiente                  | Ind.                           | 965                            | 11,62                          |                                |
| Paulo Ávalos Sepúlveda   | Independiente                  | Ind.                           | 813                            | 9,79                           |                                |
| Juan Badilla             | Independiente                  | Ind.                           | 216                            | 2,60                           |                                |

#### Concejales
| Candidato                | Pacto                                          | Partido | Votos | %    | Resultado |
| ------------------------ | ---------------------------------------------- | ------- | ----- | ---- | --------- |
| Francisco Meléndez Rojas | Unidad por el Apruebo PS, PPD e Independientes | PS      | 624   | 7,70 | Concejal  |
| Osvaldo Jorquera Padilla | Chile Vamos UDI-Independientes                 | UDI     | 521   | 6,42 | Concejal  |
| Germán Reyes Campos      | Chile Vamos Evópoli-Independientes             | Ind-EVO | 372   | 4,59 | Concejal  |
| Cristián Retamal Avilés  | Chile Digno, Verde y Soberano                  | FRVS    | 361   | 4,45 | Concejal  |
| Marcelo Ahumada Farías   | Chile Vamos UDI-Independientes                 | Ind-UDI | 356   | 4,39 | Concejal  |
| Luis González Briso      | Radicales e Independientes                     | Ind-PR  | 287   | 3,54 | Concejal  |

### Teno

#### Alcalde
| Alcalde actual        | Sandra Valenzuela Pérez (UDI) | Sandra Valenzuela Pérez (UDI) | Sandra Valenzuela Pérez (UDI) | Sandra Valenzuela Pérez (UDI) | Sandra Valenzuela Pérez (UDI) |
| Candidato             | Pacto                         | Partido                       | Votos                         | %                             | Resultado                     |
| --------------------- | ----------------------------- | ----------------------------- | ----------------------------- | ----------------------------- | ----------------------------- |
| Sandra Améstica Gaete | Independiente                 | Ind.                          | 4825                          | 56,31                         | Alcaldesa                     |
| Angela Muñoz Venegas  | Chile Vamos                   | RN                            | 3743                          | 43,69                         |                               |

#### Concejales
| Candidato               | Pacto                          | Partido | Votos | %     | Resultado |
| ----------------------- | ------------------------------ | ------- | ----- | ----- | --------- |
| José Cáceres Nicolao    | Radicales e Independientes     | PR      | 1605  | 18,48 | Concejal  |
| Sandra Valenzuela Pérez | Chile Vamos UDI-Independientes | UDI     | 1354  | 15,59 | Concejal  |
| Matías Rojas Medina     | Dignidad Ahora                 | PH      | 1184  | 13,63 | Concejal  |
| María Muñoz Jorquera    | Unidos por la Dignidad         | Ind.    | 403   | 4,64  | Concejal  |
| María Soles Frankic     | Chile Vamos UDI-Independientes | Ind-UDI | 270   | 3,11  | Concejal  |
| José Rojas Parraguez    | Radicales e Independientes     | Ind-PR  | 184   | 2,12  | Concejal  |

### Vichuquén

#### Alcalde
| Alcalde actual         | Roberto Rivera Pino (UDI) | Roberto Rivera Pino (UDI) | Roberto Rivera Pino (UDI) | Roberto Rivera Pino (UDI) | Roberto Rivera Pino (UDI) |
| Candidato              | Pacto                     | Partido                   | Votos                     | %                         | Resultado                 |
| ---------------------- | ------------------------- | ------------------------- | ------------------------- | ------------------------- | ------------------------- |
| Patricio Rivera Bravo  | Independiente             | Ind.                      | 1456                      | 36,80                     | Alcalde                   |
| Román Pavez López      | Independiente             | Ind.                      | 1198                      | 30,28                     |                           |
| Roberto Rivera Pino    | Chile Vamos               | UDI                       | 1145                      | 28,94                     |                           |
| Cristián Bravo Cabezas | Independiente             | Ind.                      | 118                       | 2,98                      |                           |
| Mauricio Correa Urzúa  | Unidad por la Dignidad    | Ind.                      | 40                        | 1,01                      |                           |

#### Concejales
| Candidato                | Pacto                                          | Partido | Votos | %    | Resultado |
| ------------------------ | ---------------------------------------------- | ------- | ----- | ---- | --------- |
| Carlos Muñoz Fuenzalida  | Chile Vamos UDI-Independientes                 | UDI     | 385   | 9,88 | Concejal  |
| Carolina Díaz Bravo      | Chile Vamos Renovación Nacional-Independientes | Ind-RN  | 371   | 9,52 | Concejal  |
| Matías Fuenzalidad Yáñez | Unidad por el Apruebo PS, PPD e Independientes | Ind-PPD | 310   | 7,96 | Concejal  |
| Miguel Véliz Díaz        | Chile Vamos Renovación Nacional-Independientes | RN      | 301   | 7,73 | Concejal  |
| Luis Pozo Quitral        | Chile Vamos UDI-Independientes                 | UDI     | 270   | 6,93 | Concejal  |
| Guillermo Beltrán Jofré  | Unidad por el Apruebo PS, PPD e Independientes | PS      | 225   | 5,78 | Concejal  |

## Provincia de Linares

### Colbún

#### Alcalde
| Alcalde actual             | Hernán Sepulveda Villalobos (Ind.) | Hernán Sepulveda Villalobos (Ind.) | Hernán Sepulveda Villalobos (Ind.) | Hernán Sepulveda Villalobos (Ind.) | Hernán Sepulveda Villalobos (Ind.) |
| Candidato                  | Pacto                              | Partido                            | Votos                              | %                                  | Resultado                          |
| -------------------------- | ---------------------------------- | ---------------------------------- | ---------------------------------- | ---------------------------------- | ---------------------------------- |
| Pedro Muñoz Oses           | Independiente                      | Ind.                               | 4061                               | 40,55                              | Alcalde                            |
| Jonathan Norambuena Barros | Independiente                      | Ind.                               | 3746                               | 37,40                              |                                    |
| Gustavo Rojas Aravena      | Independiente                      | Ind.                               | 1949                               | 19,46                              |                                    |
| Claudio Rosson Muñoz       | Chile Vamos                        | UDI                                | 259                                | 2,59                               |                                    |

#### Concejales
| Candidato                  | Pacto                                          | Partido | Votos | %    | Resultado |
| -------------------------- | ---------------------------------------------- | ------- | ----- | ---- | --------- |
| Renato Hernández Bravo     | Radicales e Independientes                     | Ind-PR  | 762   | 8,00 | Concejal  |
| José Olivares Quiroz       | Chile Vamos Evópoli-Independientes             | EVO     | 486   | 5,10 | Concejal  |
| Jorge Dedes Franco         | Chile Vamos UDI-Independientes                 | UDI     | 417   | 4,38 | Concejal  |
| Ángel Carter Ramos         | Unidad por el Apruebo PS, PPD e Independientes | PPD     | 391   | 4,10 | Concejal  |
| Jeannette Molina González  | Chile Vamos Renovación Nacional-Independientes | Ind-RN  | 292   | 3,07 | Concejal  |
| Alejandra Garrido Burgueño | Chile Vamos PRI-Independientes                 | PRI     | 242   | 2,54 | Concejal  |

### Linares

#### Alcalde
| Alcalde actual          | Mario Meza Vásquez (RN) | Mario Meza Vásquez (RN) | Mario Meza Vásquez (RN) | Mario Meza Vásquez (RN) | Mario Meza Vásquez (RN) |
| Candidato               | Pacto                   | Partido                 | Votos                   | %                       | Resultado               |
| ----------------------- | ----------------------- | ----------------------- | ----------------------- | ----------------------- | ----------------------- |
| Mario Meza Vásquez      | Chile Vamos             | RN                      | 12 219                  | 41,60                   | Alcalde                 |
| Waldo Alfaro Martínez   | Unidad por la Dignidad  | PDC                     | 6436                    | 21,91                   |                         |
| Carlos Gajardo Yáñez    | Independiente           | Ind.                    | 6054                    | 20,61                   |                         |
| Alamiro Garrido Cáceres | Independiente           | Ind.                    | 4666                    | 15,88                   |                         |

#### Concejales
| Candidato                   | Pacto                                          | Partido | Votos | %     | Resultado |
| --------------------------- | ---------------------------------------------- | ------- | ----- | ----- | --------- |
| Favio Vargas Aguilera       | Chile Vamos Renovación Nacional-Independientes | RN      | 2934  | 10,25 | Concejal  |
| Michael Concha Salvo        | Unidad por el Apruebo PS, PPD e Independientes | PS      | 2054  | 7,17  | Concejal  |
| Myriam Alarcón Castillo     | Unidad por el Apruebo PS, PPD e Independientes | PPD     | 1550  | 5,41  | Concejal  |
| Carlos Castro Romero        | Frente Amplio                                  | RD      | 1218  | 4,25  | Concejal  |
| Christian González Monsalve | Chile Vamos Renovación Nacional-Independientes | RN      | 1184  | 4,14  | Concejal  |
| Jesús Rojas Pereira         | Unidad por la Dignidad                         | PDC     | 1043  | 3,64  | Concejal  |
| Cinthia Labraña Villalobos  | Chile Vamos Renovación Nacional-Independientes | RN      | 895   | 3,13  | Concejal  |
| Juan Retamal Pérez          | Chile Vamos Renovación Nacional-Independientes | RN      | 717   | 2,50  | Concejal  |

### Longaví

#### Alcalde
| Alcalde actual             | Cristian Menchaca Pinochet (UDI) | Cristian Menchaca Pinochet (UDI) | Cristian Menchaca Pinochet (UDI) | Cristian Menchaca Pinochet (UDI) | Cristian Menchaca Pinochet (UDI) |
| Candidato                  | Pacto                            | Partido                          | Votos                            | %                                | Resultado                        |
| -------------------------- | -------------------------------- | -------------------------------- | -------------------------------- | -------------------------------- | -------------------------------- |
| Cristian Menchaca Pinochet | Chile Vamos                      | UDI                              | 3981                             | 35,21                            | Alcalde                          |
| Jaime Briones Jorquera     | Independiente                    | Ind.                             | 2245                             | 19,85                            |                                  |
| Robin Araya Acevedo        | Independiente                    | Ind.                             | 2303                             | 20,01                            |                                  |
| Gonzalo Jara Reyes         | Unidad por el Apruebo            | PPD                              | 1897                             | 16,78                            |                                  |
| Manuel San Martín Romero   | Independiente                    | Ind.                             | 532                              | 4,71                             |                                  |
| Ruth Flores Campos         | Dignidad Ahora                   | Ind.                             | 278                              | 2,46                             |                                  |
| Danilo Barra Méndez        | Independiente                    | Ind.                             | 131                              | 1,16                             |                                  |

#### Concejales
| Candidato                | Pacto                                          | Partido | Votos | %     | Resultado |
| ------------------------ | ---------------------------------------------- | ------- | ----- | ----- | --------- |
| Gabriel Tiznado Zurita   | Chile Vamos Renovación Nacional-Independientes | RN      | 1375  | 12,58 | Concejal  |
| Luis Quezada Villalobos  | Chile Vamos UDI-Independientes                 | Ind-UDI | 952   | 8,71  | Concejal  |
| Nancy Silva Alvial       | Unidad por el Apruebo PS, PPD e Independientes | PPD     | 924   | 8,45  | Concejal  |
| Walter Sánchez Vásquez   | Chile Vamos UDI-Independientes                 | UDI     | 726   | 6,64  | Concejal  |
| Esteban Bauerle Ortega   | Radicales e Independientes                     | PR      | 595   | 5,44  | Concejal  |
| Patricia Ferrada Salinas | Unidad por el Apruebo PS, PPD e Independientes | PPD     | 578   | 5,29  | Concejal  |

### Parral

#### Alcalde
| Alcalde actual             | Paula Retamal Urrutia (UDI) | Paula Retamal Urrutia (UDI) | Paula Retamal Urrutia (UDI) | Paula Retamal Urrutia (UDI) | Paula Retamal Urrutia (UDI) |
| Candidato                  | Pacto                       | Partido                     | Votos                       | %                           | Resultado                   |
| -------------------------- | --------------------------- | --------------------------- | --------------------------- | --------------------------- | --------------------------- |
| Paula Retamal Urrutia      | Chile Vamos                 | UDI                         | 5149                        | 32,66                       | Alcaldesa                   |
| Rodrigo Castro Sepúlveda   | Independiente               | Ind.                        | 4729                        | 30,00                       |                             |
| Juan Carlos Benavente Meza | Chile Vamos                 | Ind.                        | 3443                        | 21,84                       |                             |
| Guillermo Ceroni Fuentes   | Unidad por el Apruebo       | PPD                         | 1995                        | 12,66                       |                             |
| Guido Castilla Mora        | Independiente               | Ind.                        | 448                         | 2,84                        |                             |

#### Concejales
| Candidato                | Pacto                                          | Partido | Votos | %     | Resultado |
| ------------------------ | ---------------------------------------------- | ------- | ----- | ----- | --------- |
| Teresa Hernández Mena    | Chile Vamos Renovación Nacional-Independientes | RN      | 1872  | 12,45 | Concejal  |
| Israel Urrutia Escobar   | Unidos por la Dignidad                         | PDC     | 1167  | 7,76  | Concejal  |
| Pablo Contreras Cortinez | Chile Vamos UDI-Independientes                 | UDI     | 1088  | 7,23  | Concejal  |
| José Mattas Sánchez      | Chile Vamos PRI-Independientes                 | PRI     | 946   | 6,29  | Concejal  |
| José Maureira Maureira   | Unidad por el Apruebo PS, PPD e Independientes | PPD     | 841   | 5,59  | Concejal  |
| Héctor Lillo López       | Republicanos                                   | PRCh    | 452   | 3,01  | Concejal  |

### Retiro

#### Alcalde
| Alcalde actual                    | Rodrigo Ramírez Parra (RN) | Rodrigo Ramírez Parra (RN) | Rodrigo Ramírez Parra (RN) | Rodrigo Ramírez Parra (RN) | Rodrigo Ramírez Parra (RN) |
| Candidato                         | Pacto                      | Partido                    | Votos                      | %                          | Resultado                  |
| --------------------------------- | -------------------------- | -------------------------- | -------------------------- | -------------------------- | -------------------------- |
| Rodrigo Ramírez Parra             | Chile Vamos                | RN                         | 3732                       | 46,15                      | Alcalde                    |
| Ignacio Luna Vallejos             | Independiente              | Ind.                       | 1928                       | 23,84                      |                            |
| Juan Patricio Contreras Contreras | Unidad por la Dignidad     | PDC                        | 1551                       | 19,18                      |                            |
| Luis Pino Andrades                | Independiente              | Ind.                       | 467                        | 5,77                       |                            |
| Viviana Landaeta Parra            | Unidad por el Apruebo      | PS                         | 409                        | 5,06                       |                            |

#### Concejales
| Candidato               | Pacto                                          | Partido | Votos | %     | Resultado |
| ----------------------- | ---------------------------------------------- | ------- | ----- | ----- | --------- |
| Ángela Cerda Zapata     | Chile Vamos Renovación Nacional-Independientes | RN      | 1565  | 20,26 | Concejal  |
| Cristián Ramos Ramos    | Unidos por la Dignidad                         | Ind.    | 834   | 10,80 | Concejal  |
| Francisco Leiva Guzmán  | Chile Vamos Renovación Nacional-Independientes | Ind-RN  | 786   | 10,18 | Concejal  |
| Gonzalo Espinoza Parada | Unidos por la Dignidad                         | PDC     | 571   | 7,39  | Concejal  |
| Magaly Moya Vallejos    | Chile Vamos UDI-Independientes                 | UDI     | 548   | 7,09  | Concejal  |
| Carlos Valdés Ríos      | Chile Vamos Renovación Nacional-Independientes | RN      | 350   | 4,53  | Concejal  |

### San Javier

#### Alcalde
| Alcalde actual                 | Jorge Silva Sepúlveda (PDC) | Jorge Silva Sepúlveda (PDC) | Jorge Silva Sepúlveda (PDC) | Jorge Silva Sepúlveda (PDC) | Jorge Silva Sepúlveda (PDC) |
| Candidato                      | Pacto                       | Partido                     | Votos                       | %                           | Resultado                   |
| ------------------------------ | --------------------------- | --------------------------- | --------------------------- | --------------------------- | --------------------------- |
| Jorge Silva Sepúlveda          | Unidad por la Dignidad      | PDC                         | 5915                        | 41,01                       | Alcalde                     |
| Germán Herrera Dinamarca       | Frente Amplio               | RD                          | 3078                        | 21,34                       |                             |
| Williams Valenzuela Villalobos | Chile Vamos                 | EVO                         | 2899                        | 20,10                       |                             |
| Pedro Fernández Chavarri       | Independiente               | Ind.                        | 2531                        | 17,55                       |                             |

#### Concejales
| Candidato                  | Pacto                                          | Partido | Votos | %    | Resultado |
| -------------------------- | ---------------------------------------------- | ------- | ----- | ---- | --------- |
| Luis Alarcón Núñez         | Chile Vamos UDI-Independientes                 | UDI     | 1283  | 9,28 | Concejal  |
| María González Norambuena  | Unidad por el Apruebo PS, PPD e Independientes | PS      | 1090  | 7,89 | Concejal  |
| Cristóbal Cancino Albornoz | Chile Vamos UDI-Independientes                 | UDI     | 1019  | 7,37 | Concejal  |
| Sergio Pinto Moyano        | Unidos por la Dignidad                         | Ind.    | 921   | 6,66 | Concejal  |
| Marcelo Cornejo Rodríguez  | Chile Vamos Renovación Nacional-Independientes | RN      | 566   | 4,10 | Concejal  |
| Rodrigo Osorio Opazo       | Frente Amplio                                  | RD      | 424   | 3,07 | Concejal  |

### Villa Alegre

#### Alcalde
| Alcalde actual           | Arturo Palma Vilches (PPD) | Arturo Palma Vilches (PPD) | Arturo Palma Vilches (PPD) | Arturo Palma Vilches (PPD) | Arturo Palma Vilches (PPD) |
| Candidato                | Pacto                      | Partido                    | Votos                      | %                          | Resultado                  |
| ------------------------ | -------------------------- | -------------------------- | -------------------------- | -------------------------- | -------------------------- |
| Pablo Fuentes            | Chile Vamos                | Ind.                       | 1568                       | 23,83                      | Alcalde                    |
| Jorge Peña Vargas        | Independiente              | Ind.                       | 1317                       | 20,02                      |                            |
| Luis Alegría Acuña       | Independiente              | Ind.                       | 1312                       | 19,94                      |                            |
| Álvaro Diéguez Angulo    | Independiente              | Ind.                       | 1176                       | 17,88                      |                            |
| Ricardo Lizama Soto      | Independiente              | Ind.                       | 469                        | 7,13                       |                            |
| Fabiola Arenas Sepúlveda | Independiente              | Ind.                       | 444                        | 6,75                       |                            |
| Carla Manosalva Reyes    | Unidad por el Apruebo      | PR                         | 293                        | 4,45                       |                            |

#### Concejales
| Candidato              | Pacto                                          | Partido | Votos | %    | Resultado |
| ---------------------- | ---------------------------------------------- | ------- | ----- | ---- | --------- |
| César Vallejos Yáñez   | Chile Vamos Renovación Nacional-Independientes | RN      | 583   | 9,09 | Concejal  |
| Horacio Lobos Azócar   | Chile Vamos UDI-Independientes                 | UDI     | 505   | 7,87 | Concejal  |
| Andrés Sáez Castro     | Chile Vamos UDI-Independientes                 | UDI     | 378   | 5,89 | Concejal  |
| María González Torres  | Unidos por la Dignidad                         | PDC     | 300   | 4,68 | Concejal  |
| Claudio Jorquera Muñoz | Dignidad Ahora                                 | Ind-PH  | 266   | 4,15 | Concejal  |
| Luis Orellana Ramírez  | Unidad por el Apruebo PS, PPD e Independientes | PPD     | 242   | 3,77 | Concejal  |

### Yerbas Buenas

#### Alcalde
| Alcalde actual     | Luis Cadegán Morán (Ind./Nueva Mayoría) | Luis Cadegán Morán (Ind./Nueva Mayoría) | Luis Cadegán Morán (Ind./Nueva Mayoría) | Luis Cadegán Morán (Ind./Nueva Mayoría) | Luis Cadegán Morán (Ind./Nueva Mayoría) |
| Candidato          | Pacto                                   | Partido                                 | Votos                                   | %                                       | Resultado                               |
| ------------------ | --------------------------------------- | --------------------------------------- | --------------------------------------- | --------------------------------------- | --------------------------------------- |
| Luis Cadegán Morán | Unidad por la Dignidad                  | Ind.                                    | 3760                                    | 56,34                                   | Alcalde                                 |
| Eva Palma Leal     | Chile Vamos                             | RN                                      | 2610                                    | 39,11                                   |                                         |
| Jaime Claret Arias | Independiente                           | Ind.                                    | 304                                     | 4,55                                    |                                         |

#### Concejales
| Candidato                   | Pacto                                          | Partido | Votos | %     | Resultado |
| --------------------------- | ---------------------------------------------- | ------- | ----- | ----- | --------- |
| Rafael Viguera González     | Unidad por el Apruebo PS, PPD e Independientes | PPD     | 710   | 11,25 | Concejal  |
| Nadia Gálvez Pardo          | Chile Vamos UDI-Independientes                 | UDI     | 613   | 9,71  | Concejal  |
| María Zehender Soto         | Unidos por la Dignidad                         | PDC     | 582   | 9,22  | Concejal  |
| Rodrigo González Villalobos | Chile Vamos Renovación Nacional-Independientes | RN      | 367   | 5,82  | Concejal  |
| Ariel Ruiz Villalobos       | Unidos por la Dignidad                         | PDC     | 346   | 5,48  | Concejal  |
| José Parra Parada           | Chile Vamos UDI-Independientes                 | UDI     | 327   | 5,18  | Concejal  |

## Provincia de Talca

### Constitución

#### Alcalde
| Alcalde actual            | Carlos Valenzuela Gajardo (Ind./UDI) | Carlos Valenzuela Gajardo (Ind./UDI) | Carlos Valenzuela Gajardo (Ind./UDI) | Carlos Valenzuela Gajardo (Ind./UDI) | Carlos Valenzuela Gajardo (Ind./UDI) |
| Candidato                 | Pacto                                | Partido                              | Votos                                | %                                    | Resultado                            |
| ------------------------- | ------------------------------------ | ------------------------------------ | ------------------------------------ | ------------------------------------ | ------------------------------------ |
| Fabián Pérez Herrera      | Unidos por el Apruebo                | PR                                   | 8493                                 | 46,99                                | Alcalde                              |
| Carlos Valenzuela Gajardo | Chile Vamos                          | Ind.                                 | 5988                                 | 33,13                                |                                      |
| Franco Aravena González   | Independiente                        | Ind.                                 | 3592                                 | 19,87                                |                                      |

#### Concejales
| Candidato                  | Pacto                              | Partido | Votos | %     | Resultado |
| -------------------------- | ---------------------------------- | ------- | ----- | ----- | --------- |
| Rodrigo Veloso Urrutia     | Unidos por la Dignidad             | PDC     | 2320  | 13,48 | Concejal  |
| Richard Rodríguez Guajardo | Chile Vamos UDI-Independientes     | UDI     | 1220  | 7,09  | Concejal  |
| Michael García Alegría     | Unidps por la Dignidad             | PDC     | 1185  | 6,88  | Concejal  |
| Carlos Segovia Letelier    | Chile Vamos UDI-Independientes     | UDI     | 857   | 4,98  | Concejal  |
| Lorenzo Toledo Medina      | Unidos por la Dignidad             | Ind.    | 668   | 3,88  | Concejal  |
| Juan Díaz Espinoza         | Chile Vamos Evópoli-Independientes | Ind-EVO | 429   | 2,49  | Concejal  |

### Curepto

#### Alcalde
| Alcalde actual               | René Concha González (PPD)    | René Concha González (PPD) | René Concha González (PPD) | René Concha González (PPD) | René Concha González (PPD) |
| Candidato                    | Pacto                         | Partido                    | Votos                      | %                          | Resultado                  |
| ---------------------------- | ----------------------------- | -------------------------- | -------------------------- | -------------------------- | -------------------------- |
| René Concha González         | Unidos por el Apruebo         | PPD                        | 2744                       | 54,12                      | Alcalde                    |
| Juan Pablo Retamal Gutíerrez | Chile Vamos                   | Ind.                       | 1955                       | 38,56                      |                            |
| Carlos Henríquez Ramírez     | Chile Digno, Verde y Soberano | Ind.                       | 371                        | 7,32                       |                            |

#### Concejales
| Candidato                  | Pacto                                          | Partido | Votos | %     | Resultado |
| -------------------------- | ---------------------------------------------- | ------- | ----- | ----- | --------- |
| Fernando Alcantara Barrios | Chile Vamos UDI-Independientes                 | Ind-UDI | 653   | 13,16 | Concejal  |
| Enrique Giadach Contreras  | Radicales e Independientes                     | PR      | 520   | 10,48 | Concejal  |
| Luis González Aguilar      | Chile Vamos Renovación Nacional-Independientes | RN      | 507   | 10,22 | Concejal  |
| Orlando Iceta Herrera      | Unidad por el Apruebo PS, PPD e Independientes | Ind-PPD | 387   | 7,80  | Concejal  |
| Patricio Lara González     | Unidos por la Dignidad                         | Ind.    | 317   | 6,39  | Concejal  |
| Alejandra Rojas Valenzuela | Chile Vamos UDI-Independientes                 | UDI     | 165   | 3,33  | Concejal  |

### Empedrado

#### Alcalde
| Alcalde actual       | Manuel Báez Gajardo (UDI) | Manuel Báez Gajardo (UDI) | Manuel Báez Gajardo (UDI) | Manuel Báez Gajardo (UDI) | Manuel Báez Gajardo (UDI) |
| Candidato            | Pacto                     | Partido                   | Votos                     | %                         | Resultado                 |
| -------------------- | ------------------------- | ------------------------- | ------------------------- | ------------------------- | ------------------------- |
| Gonzalo Tejos Pérez  | Independiente             | Ind.                      | 1221                      | 40,11                     | Alcalde                   |
| Carlos Correa Miños  | Independiente             | Ind.                      | 1021                      | 33,54                     |                           |
| Manuel Báez Gajardo  | Chile Vamos               | UDI                       | 574                       | 18,86                     |                           |
| Ricardo Opazo Fierro | Unidos por el Apruebo     | PPD                       | 228                       | 7,49                      |                           |

#### Concejales
| Candidato                  | Pacto                                          | Partido | Votos | %     | Resultado |
| -------------------------- | ---------------------------------------------- | ------- | ----- | ----- | --------- |
| Franco Scappaticcio Bordon | Chile Vamos Renovación Nacional-Independientes | Ind-RN  | 429   | 14,55 | Concejal  |
| Claudio Tejos Espinoza     | Chile Vamos Evópoli-Independientes             | Ind-EVO | 386   | 13,09 | Concejal  |
| Rosa Opazo Rojas           | Chile Vamos UDI-Independientes                 | Ind-UDI | 293   | 9,94  | Concejal  |
| Mireya Carrasco Jara       | Unidad por el Apruebo PS, PPD e Independientes | PPD     | 276   | 9,36  | Concejal  |
| Mario Villanueva Valdivia  | Chile Vamos Renovación Nacional-Independientes | RN      | 189   | 6,41  | Concejal  |
| Carolina Muñoz Tejos       | Chile Vamos UDI-Independientes                 | Ind-UDI | 121   | 4,10  | Concejal  |

### Maule

#### Alcalde
| Alcalde actual           | Luis Vásquez Gálvez (PDC) | Luis Vásquez Gálvez (PDC) | Luis Vásquez Gálvez (PDC) | Luis Vásquez Gálvez (PDC) | Luis Vásquez Gálvez (PDC) |
| Candidato                | Pacto                     | Partido                   | Votos                     | %                         | Resultado                 |
| ------------------------ | ------------------------- | ------------------------- | ------------------------- | ------------------------- | ------------------------- |
| Luis Vásquez Gálvez      | Unidad por la Dignidad    | PDC                       | 6483                      | 55,19                     | Alcalde                   |
| Carlos Ovalle Rojas      | Independiente             | Ind.                      | 3973                      | 33,82                     |                           |
| Brian Villalobos Retamal | Chile Vamos               | PRI                       | 1291                      | 10,99                     |                           |

#### Concejales
| Candidato                | Pacto                                          | Partido | Votos | %     | Resultado |
| ------------------------ | ---------------------------------------------- | ------- | ----- | ----- | --------- |
| Mauricio González Vargas | Unidos por la Dignidad                         | PDC     | 1446  | 12,80 | Concejal  |
| Jorge Domínguez Ibarra   | Unidos por la Dignidad                         | PDC     | 845   | 7,48  | Concejal  |
| Juan Rojas Díaz          | Radicales e Independientes                     | PR      | 743   | 6,58  | Concejal  |
| Iván Riveros Cerda       | Chile Vamos UDI-Independientes                 | UDI     | 601   | 5,32  | Concejal  |
| Luis Alegría González    | Chile Vamos Renovación Nacional-Independientes | RN      | 536   | 4,75  | Concejal  |
| Jesús Retamal Monsalve   | Chile Vamos Evópoli-Independientes             | Ind-EVO | 248   | 2,20  | Concejal  |

### Pelarco

#### Alcalde
| Alcalde actual             | Bernardo Vásquez Bobadilla (UDI) | Bernardo Vásquez Bobadilla (UDI) | Bernardo Vásquez Bobadilla (UDI) | Bernardo Vásquez Bobadilla (UDI) | Bernardo Vásquez Bobadilla (UDI) |
| Candidato                  | Pacto                            | Partido                          | Votos                            | %                                | Resultado                        |
| -------------------------- | -------------------------------- | -------------------------------- | -------------------------------- | -------------------------------- | -------------------------------- |
| Bernardo Vásquez Bobadilla | Chile Vamos                      | UDI                              | 2819                             | 71,29                            | Alcalde                          |
| Roberto Silva Adi          | Unidad por el Apruebo            | Ind.                             | 961                              | 24,30                            |                                  |
| Cristofer Retamal          | Chile Digno, Verde y Soberano    | Ind.                             | 174                              | 4,40                             |                                  |

#### Concejales
| Candidato                  | Pacto                                          | Partido | Votos | %     | Resultado |
| -------------------------- | ---------------------------------------------- | ------- | ----- | ----- | --------- |
| Ricardo Gómez Casanova     | Chile Vamos UDI-Independientes                 | UDI     | 506   | 12,96 | Concejal  |
| Marcela Gutiérrez González | Unidos por la Dignidad                         | Ind.    | 395   | 10,12 | Concejal  |
| Camila Díaz Ríos           | Chile Vamos UDI-Independientes                 | UDI     | 238   | 6,10  | Concejal  |
| Verónica Rojas Fonseca     | Unidad por el Apruebo PS, PPD e Independientes | Ind-PS  | 236   | 6,05  | Concejal  |
| Víctor Arce Alfaro         | Chile Vamos Renovación Nacional-Independientes | RN      | 211   | 5,40  | Concejal  |
| Romualdo Aburto Loyola     | Unidos por la Dignidad                         | PDC     | 147   | 3,77  | Concejal  |

### Pencahue

#### Alcalde
| Alcalde actual            | Lucy Lara Leiva (RN)   | Lucy Lara Leiva (RN) | Lucy Lara Leiva (RN) | Lucy Lara Leiva (RN) | Lucy Lara Leiva (RN) |
| Candidato                 | Pacto                  | Partido              | Votos                | %                    | Resultado            |
| ------------------------- | ---------------------- | -------------------- | -------------------- | -------------------- | -------------------- |
| José Miguel Tobar Aravena | Independiente          | Ind.                 | 2336                 | 39,19                | Alcalde              |
| Marcelo Viedma Villamán   | Unidad por la Dignidad | PDC                  | 1877                 | 31,49                |                      |
| José Correa Correa        | Chile Vamos            | UDI                  | 1748                 | 29,32                |                      |

#### Concejales
| Candidato              | Pacto                                          | Partido | Votos | %     | Resultado |
| ---------------------- | ---------------------------------------------- | ------- | ----- | ----- | --------- |
| Lucy Lara Leiva        | Chile Vamos Renovación Nacional-Independientes | RN      | 701   | 12,04 | Concejal  |
| Rubén Faundez Gómez    | Chile Vamos UDI-Independientes                 | UDI     | 560   | 9,62  | Concejal  |
| Luis Castro Rojas      | Chile Vamos Renovación Nacional-Independientes | Ind-RN  | 422   | 7,25  | Concejal  |
| José Arancibia Berrios | Unidos por la Dignidad                         | PDC     | 323   | 5,55  | Concejal  |
| Mauricio Díaz Díaz     | Radicales e Independientes                     | Ind-PR  | 233   | 4,00  | Concejal  |
| Juan Tobar Rojas       | Unidad por el Apruebo PS, PPD e Independientes | Ind-PPD | 220   | 3,78  | Concejal  |

### Río Claro

#### Alcalde
| Alcalde actual          | Américo Guajardo Oyarce (RN) | Américo Guajardo Oyarce (RN) | Américo Guajardo Oyarce (RN) | Américo Guajardo Oyarce (RN) | Américo Guajardo Oyarce (RN) |
| Candidato               | Pacto                        | Partido                      | Votos                        | %                            | Resultado                    |
| ----------------------- | ---------------------------- | ---------------------------- | ---------------------------- | ---------------------------- | ---------------------------- |
| Américo Guajardo Oyarce | Chile Vamos                  | RN                           | 3138                         | 51,88                        | Alcalde                      |
| Rosa Navarro Amigo      | Independiente                | Ind.                         | 1770                         | 29,27                        |                              |
| Eduardo Poblete Navarro | Unidad por el Apruebo        | PR                           | 1140                         | 18,85                        |                              |

#### Concejales
| Candidato                  | Pacto                                          | Partido | Votos | %     | Resultado |
| -------------------------- | ---------------------------------------------- | ------- | ----- | ----- | --------- |
| Mauricio Montecino Canales | Radicales e Independientes                     | PR      | 856   | 14,63 | Concejal  |
| Roberto Rojas Estrada      | Chile Vamos Renovación Nacional-Independientes | RN      | 627   | 10,72 | Concejal  |
| Luis Valenzuela Valenzuela | Radicales e Independientes                     | PR      | 505   | 8,63  | Concejal  |
| Jorge Mora Jiménez         | Chile Vamos Evópoli-Independientes             | EVO     | 444   | 7,59  | Concejal  |
| José Parvez Pinto          | Chile Vamos Renovación Nacional-Independientes | Ind-RN  | 293   | 5,01  | Concejal  |
| Miriam Herrera Añigual     | Radicales e Independientes                     | PR      | 169   | 2,89  | Concejal  |

### San Clemente

#### Alcalde
| Alcalde actual               | Juan Rojas Vergara (PDC) | Juan Rojas Vergara (PDC) | Juan Rojas Vergara (PDC) | Juan Rojas Vergara (PDC) | Juan Rojas Vergara (PDC) |
| Candidato                    | Pacto                    | Partido                  | Votos                    | %                        | Resultado                |
| ---------------------------- | ------------------------ | ------------------------ | ------------------------ | ------------------------ | ------------------------ |
| María Inés Sepúlveda Fuentes | Independiente            | Ind.                     | 5899                     | 42,97                    | Alcaldesa                |
| Pablo Amaro Valenzuela       | Chile Vamos              | UDI                      | 4263                     | 31,06                    |                          |
| Tomás Hernández Morales      | Unidad por la Dignidad   | PDC                      | 3565                     | 25,97                    |                          |

#### Concejales
| Candidato                        | Pacto                                          | Partido | Votos | %     | Resultado |
| -------------------------------- | ---------------------------------------------- | ------- | ----- | ----- | --------- |
| Óscar Gálvez Rebolledo           | Chile Vamos Renovación Nacional-Independientes | RN      | 1336  | 10,03 | Concejal  |
| Juan Franz Gómez                 | Radicales e Independientes                     | PR      | 930   | 6,98  | Concejal  |
| Ignacio Neira Contreras          | Unidad por el Apruebo PS, PPD e Independientes | PS      | 766   | 5,75  | Concejal  |
| Mónica Rojas Gallardo            | Unidos por la Dignidad                         | PDC     | 697   | 5,23  | Concejal  |
| Luis Farías Salazar              | Chile Digno, Verde y Soberano                  | PC      | 473   | 3,55  | Concejal  |
| Javier Álvarez Salamanca Ramírez | Chile Vamos UDI-Independientes                 | UDI     | 436   | 3,27  | Concejal  |

### San Rafael

#### Alcalde
| Alcalde actual            | Claudia Díaz Bravo (PDC) | Claudia Díaz Bravo (PDC) | Claudia Díaz Bravo (PDC) | Claudia Díaz Bravo (PDC) | Claudia Díaz Bravo (PDC) |
| Candidato                 | Pacto                    | Partido                  | Votos                    | %                        | Resultado                |
| ------------------------- | ------------------------ | ------------------------ | ------------------------ | ------------------------ | ------------------------ |
| Claudia Díaz Bravo        | Unidad por la Dignidad   | PDC                      | 3426                     | 78,20                    | Alcaldesa                |
| César Cantuarias Chazarro | Chile Vamos              | Ind.                     | 955                      | 21,80                    |                          |

#### Concejales
| Candidato               | Pacto                                          | Partido | Votos | %     | Resultado |
| ----------------------- | ---------------------------------------------- | ------- | ----- | ----- | --------- |
| Emilio Yáñez Moraga     | Chile Vamos UDI-Independientes                 | Ind-UDI | 680   | 15,63 | Concejal  |
| Luis Moraga Durán       | Unidos por la Dignidad                         | PDC     | 458   | 10,53 | Concejal  |
| Basilio Pérez Díaz      | Radicales e Independientes                     | PR      | 291   | 6,69  | Concejal  |
| Alfredo Bastías Mercado | Chile Vamos Renovación Nacional-Independientes | RN      | 239   | 5,49  | Concejal  |
| Marcela Pacheco Molina  | Unidos por la Dignidad                         | PDC     | 215   | 4,94  | Concejal  |
| David González González | Chile Vamos UDI-Independientes                 | UDI     | 158   | 3,63  | Concejal  |

### Talca

#### Alcalde
| Alcalde actual             | Juan Carlos Díaz Avendaño (RN) | Juan Carlos Díaz Avendaño (RN) | Juan Carlos Díaz Avendaño (RN) | Juan Carlos Díaz Avendaño (RN) | Juan Carlos Díaz Avendaño (RN) |
| Candidato                  | Pacto                          | Partido                        | Votos                          | %                              | Resultado                      |
| -------------------------- | ------------------------------ | ------------------------------ | ------------------------------ | ------------------------------ | ------------------------------ |
| Juan Carlos Díaz Avendaño  | Chile Vamos                    | RN                             | 28 559                         | 39,23                          | Alcalde                        |
| Rodrigo Sepúlveda Espinoza | Unidad por el Apruebo          | Ind.                           | 16 106                         | 22,13                          |                                |
| Sixto González Soto        | Chile Digno, Verde y Soberano  | PC                             | 14 830                         | 20,37                          |                                |
| Silvia Cabello Letelier    | Dignidad Ahora                 | Ind.                           | 8620                           | 11,84                          |                                |
| Andrea Camargo Pino        | Independiente                  | Ind.                           | 4675                           | 6,42                           |                                |

#### Concejales
| Candidato                    | Pacto                                          | Partido | Votos | %    | Resultado |
| ---------------------------- | ---------------------------------------------- | ------- | ----- | ---- | --------- |
| Melania Moya Plaza           | Chile Digno, Verde y Soberano                  | PC      | 4538  | 6,52 | Concejal  |
| Hernán Astaburuaga Inostroza | Unidad por el Apruebo PS, PPD e Independientes | PS      | 3847  | 5,52 | Concejal  |
| Ervin Castillo Arancibia     | Chile Vamos Renovación Nacional-Independientes | RN      | 3808  | 5,47 | Concejal  |
| Paula Retamal Retamal        | Chile Digno, Verde y Soberano                  | PC      | 3091  | 4,44 | Concejal  |
| Patricio Mena Gutiérrez      | Chile Vamos Renovación Nacional-Independientes | RN      | 2518  | 3,62 | Concejal  |
| Javiera Carrera Chávez       | Dignidad Ahora                                 | PH      | 1844  | 2,65 | Concejal  |
| Carolina Soto Tapia          | Unidad por el Apruebo PS, PPD e Independientes | PS      | 1526  | 2,19 | Concejal  |
| Marcelo Rojas García         | Chile Vamos UDI-Independientes                 | Ind-UDI | 1442  | 2,07 | Concejal  |
| Juan Figueroa Urrutia        | Unidos por la Dignidad                         | PDC     | 1191  | 1,71 | Concejal  |
| Juan Cáceres Morales         | Chile Vamos Evópoli-Independientes             | Ind-EVO | 1129  | 1,62 | Concejal  |